# Niedobczyce (gmina)

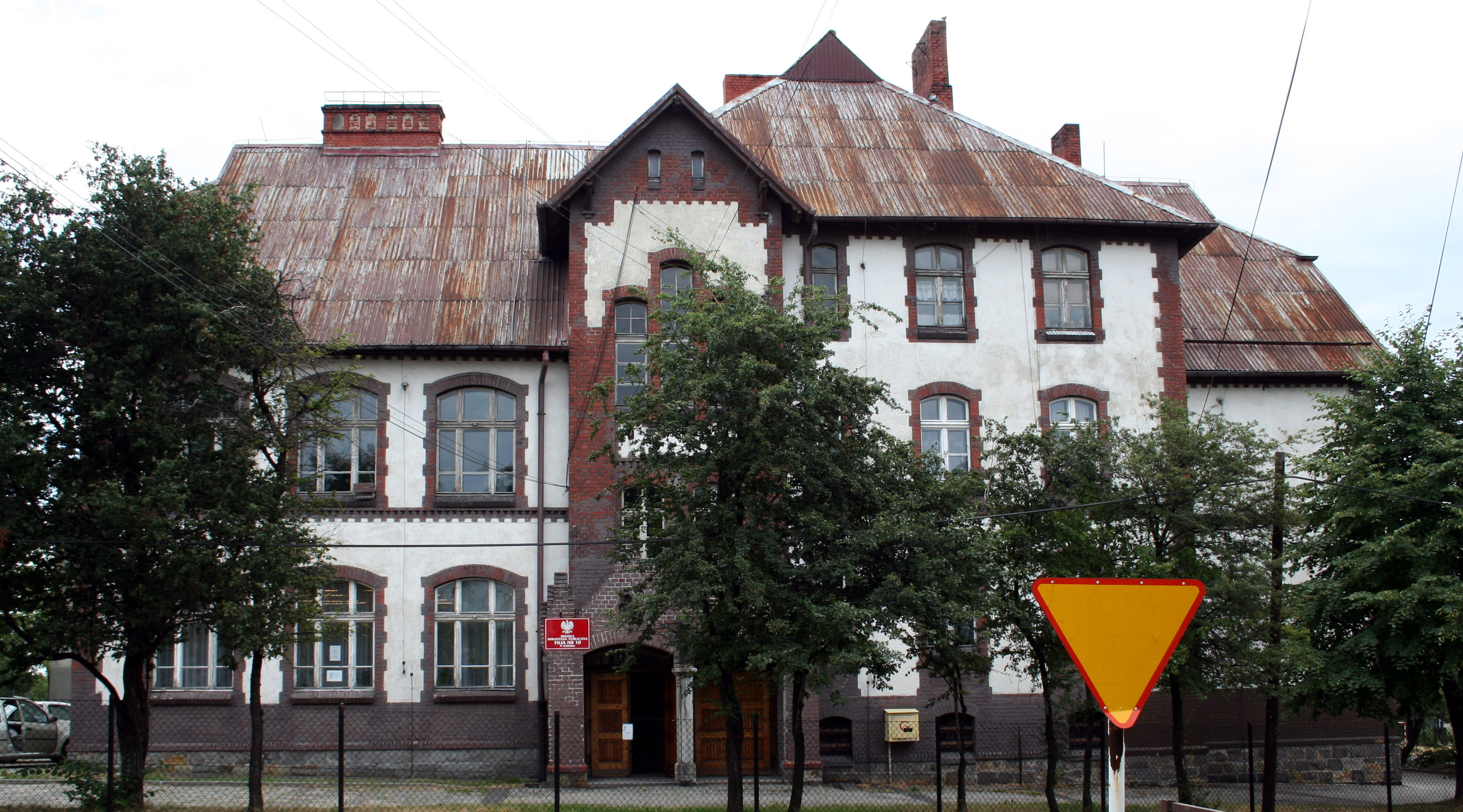
Dawna szkoła w Niedobczycach

Niedobczyce – dawna gmina wiejska istniejąca w latach 1945–1954 w woj. śląskim, katowickim i stalinogrodzkim (dzisiejsze woj. śląskie). Siedzibą władz gminy były Niedobczyce (obecnie dzielnica Rybnika).
W 1928 roku nadsekretarzem gminy był Paweł Musiolik, odznaczony Brązowym Krzyżem Zasługi za „zasługi w przyłączeniu Górnego Śląska do Polski”.
Gmina zbiorowa Niedobczyce powstała w grudniu 1945 w następstwie reformy gminnej w powiecie rybnickim w woj. śląskim (śląsko-dąbrowskim). Według stanu z 1 stycznia 1946 gmina składała się z 3 gromad: Niedobczyce, Popielów i Niewiadom. 6 lipca 1950 zmieniono nazwę woj. śląskiego na katowickie, a 9 marca 1953 kolejno na woj. stalinogrodzkie.
Według stanu z 1 lipca 1952 gmina składała się już tylko z samych Niedobczyc i nie była podzielona na gromady. Gmina została zniesiona 29 września 1954 wraz z reformą wprowadzającą gromady w miejsce gmin. Niedobczyce uzyskały później prawa miejskie (13 listopada 1954), a 27 maja 1975 miasto stało się częścią Rybnika.